# 余市郡
余市郡（日语：／ Yoichi gun */?）為日本北海道後志綜合振興局的郡，位於後志綜合振興局東北部。
郡名源自阿伊努語「yu-ot-i」（溫泉多的地方）或「i-ot-i」（蛇多的地方）。

## 轄區
轄區包含2町1村：
- 仁木町
- 余市町
- 赤井川村

## 沿革

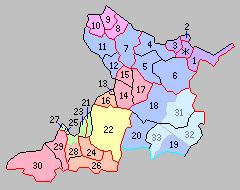
北海道一・二級町村制施行時余市郡下辖町村（4.余市町 5.大江村 6.赤井川村）

- 1869年8月15日：北海道設置11國86郡，後志國余市郡成立。
- 1897年11月：北海道實施支廳制，此時余市郡下轄余市市街、山田村、黑川村、畚部村、沖村、仁木村、山道村、大江村。[2]（1市街7村）
- 1899年5月27日：赤井川村從大江村分村。（1市街8村）
- 1900年7月1日：余市市街、山田村、黑川村、畚部村、沖村合併為余市町，為北海道一級町。[3]（1町4村）
- 1902年4月1日：仁木村、山道村、大江村合併成為大江村，為北海道二級村。[4]（1町2村）
- 1906年4月1日：赤井川村成為北海道二級村。[5]
- 1915年4月1日：大江村成為北海道一級村。
- 1943年6月1日：北海道一級二級町村制廢止，赤井川村改為內務省指定村。
- 1946年10月5日：指定町村制廢止。
- 1964年11月1日：大江村改名並改制為仁木町。（2町1村）